# Mühlental
Mühlental é um município da Alemanha, situado no distrito de Vogtlandkreis, no estado da Saxônia. Tem 39,64 km² de área, e sua população em 2019 foi estimada em 1.276 habitantes.